# Dragon Ball Z: Harukanaru Densetsu
Dragon Ball Z: Harukanaru Densetsu, llamado originalmente Dragon Ball Z: Harukanaru Gokū Densetsu (遥かなる悟空伝説?  La leyenda de Gokū hacia la distancia) en Japón y Dragon Ball Z: Goku Densetsu en Europa, es un videojuego de cartas con toques de RPG para Nintendo DS.
Está basado en diferentes sucesos de la obra Dragon Ball Z de Akira Toriyama, como son la llegada de los Sayajin, el entrenamiento de Piccolo con Gohan, el entrenamiento en el más allá, el viaje a Namek o la saga de Cell.
Incorpora también un modo multijugador que usa el sistema Wi-Fi, en el cual puedes enfrentarte a un oponente humano.

## Tipos y efectos de las cartas
La potencia de ataque de una carta está representada por el número de estrellas situadas en una Dragon Ball dibujada en la carta, siendo una sola el ataque más débil y siete el segundo más poderoso (van de 1 a 7 estrellas y luego, la Z, que es la categoría más fuerte).
El nivel de defensa funciona igual, solo que se utilizan números (aunque se mantiene la Z como nivel).
En el caso de las reverse cards permiten cambiar el poder propio con el del rival.
Las cartas están clasificadas en:
- Strike Cards (Cartas de Ataque): Causan daño al oponente y son las primeras que se aprenden a usar.
- Energy Cards: Suben el ataque de las cartas, solo resultan importantes si tienen alto nivel de ataque.
- Training Cards (Cartas de Entrenamiento): Actúan igual que las energy cards, pero también suben en defensa.
- Use Cards (Cartas de Uso): Permiten usar los objetos que se van recolectando durante el juego.
- Z cards (Cartas Z): Pueden ser utilizadas para lo que sea durante el transcurso de la batalla.
- Running Cards (Cartas de Huida): Sirven para escapar de las batallas que no tienen que ver con la historia.
- Friends Cards (Cartas de Amigos: Sirven de ataque, solo que lo ejecutan diferentes personajes según el nivel de ataque.
- Reverse Cards (Cartas de Revés): Cambian el poder de la carta contraria con el de la propia.

## Personajes
En el modo historia se puede escoger a Goku, Gohan, Piccolo y Vegeta (inicialmente bloqueado).
En el juego aparecen Yamcha, Ten Shin Han, Chaozu, Krilin, Nappa, Raditz, Uranai Baba, Kame Sen'nin, Bulma y otros.

## Impacto en el mercado y puntuaciones recibidas
La recepción en Japón fue buena. Estuvo cerca de la cumbre de los más vendidos, y las críticas fueron mayoritariamente positivas.
Los críticos se mostraron satisfechos de no ver un complejo juego de lucha como Dragon Ball Z: Budokai Tenkaichi 2, pero un poco contrariados por el simplista sistema de juego.
En Norteamérica, alcanzó el tercer puesto en su primera semana, solo después de Pokémon Diamante y Perla.